# Ferguson (musikgrupp)
Ferguson är en svensk rockgrupp från Vänersborg och Skärblacka med musikaliska influenser från 1950-talets rock'n'roll och doo wop. Ferguson består av Martin Gustafsson (sång), Martin Södling (bas), Andreas Jåtby (trummor), Katrin Johansson (piano/orgel), Sofia Johansson (fiol), Christian Sarac (trumpet/akustisk gitarr) samt Anders Gunnarsson (elgitarr/akustisk gitarr). Bandet skapades 2007 ur det nedlagda bandet Kolportörerna. 
Under 2008 spelade bandet in en EP och 2009 släppte Ferguson sitt debutalbum på det mindre skivbolaget Trombon och har sedan dess uppträtt regelbundet i hela Sverige.

## Medlemmar
Nuvarande medlemmar
- Martin Gustafsson – sång, gitarr
- Martin Södling – kontrabas, sång
- Anders Gunnarsson – gitarr, sång
- Andreas Jåtby – trummor, kör

Tidigare medlemmar
- Katrin Johansson – piano, orgel
- Sofia Johansson – fiol
- Christian Sarac – trumpet, akustisk gitarr

## Diskografi
Studioalbum
- 2009 – Ferguson

EP
- 2008 – Vintern
- 2011 – Småstadsbaby[3]